# Monterey (navire, 1952)
Pour les articles homonymes, voir Monterey.
Le Monterey est un cargo construit en 1952 par les chantiers Bethlehem Steel de Sparrows Point dans le Maryland pour la compagnie Matson Navigation. En 1956, il est transformé en navire de croisière et devient le Monterey. En 2006, il est vendu à un chantier de démolition, renommé Monte et détruit à Alang.

## Histoire
Le Free State Mariner a été mis sur cale le 8 décembre 1952 aux chantiers Bethlehem Steel de Bethlehem pour la compagnie Matson Navigation ; de type C4-S-1a, il est issu d'un design de l'Administration maritime des États-Unis (MARAD). Le 28 juillet 1955, la Matson Navigation l'envoie aux chantiers de Willamette Iron & Steel Corporation, à Portland, pour le convertir en navire de croisière. Le décembre 1956, le navire est rendu à la compagnie d'origine et devient le Monterey. Il est remis en service le 9 janvier 1957 avec son jumeau, le Mariposa, entre San Francisco, Honolulu, Auckland et Sydney.
Le 15 février 1971, le Monterey est vendu avec son jumeau, le Mariposa, à la compagnie Pacific Far East Line. Le 19 janvier 1978, il est retiré du service. Le 10 avril 1979, il est vendu à la compagnie Luftfahrtgesellschaft President. En novembre 1979, il est vendu à la compagnie Maritime Holdings.
Le 24 juin 1986, le navire retourne aux chantiers de Willamette Iron & Steel Corporation, à Portland, où il est remis à état. Entre décembre 1987 et juillet 1988, le navire est transformé en navire de croisière au chantier naval de Wärtsilä de Turku. Le 16 mars 1990, le navire est vendu à la compagnie Star Lauro et passe sous pavillon panaméen. Le 1er octobre 1995, le Monterey est vendu à la compagnie MSC Croisières.
En octobre 2006, il est vendu à un chantier de démolition, renommé Monte et détruit à Alang.